# Педро (фильм, 1938)
«Педро» — советский короткометражный чёрно-белый художественный фильм, снятый на первой комсомольской киностудии в Одессе в 1938 году режиссёром Борисом Митякиным по сценарию Владимира Березинского. Первый советский игровой фильм о гражданской войне в Испании. Вышел в кинопрокат в апреле 1938 года.

## Сюжет
Действие фильма происходит во время Гражданской войны в Испании. Отец главного героя — мальчика Педро — сражается в рядах республиканцев против франкистских мятежников, мать погибает под бомбёжкой. Сам Педро, оказавшись на захваченной испанскими фашистами территории, попадает в качестве кухонного рабочего на камбузе на франкистский крейсер. Юный патриот республики решает провести диверсию, для чего устраивает пожар в артиллерийском погребе корабля, где хранятся снаряды. Сам же спасается бегством, выпрыгнув в море. На крейсере происходит взрыв, сам же Педро добирается до республиканского берега, где происходит встреча с отцом.

## В ролях
| Актёр                | Роль                    |
| -------------------- | ----------------------- |
| Генрих Райтблит      | Педро                   |
| Владимир Корш-Саблин | Дед Педро               |
| К. Домбровская       | Учительница             |
| В. Комарецкий        | Капрал-франкист         |
| Сергей Поляков       | Республиканец-подрывник |
| Е. Дубенский         | Офицер-франкист         |
| М. Марков            | Франкистский полковник  |

## Съёмочная группа
Режиссёр: Борис Митякин
Автор сценария: Владимир Березинский
Оператор: Яков Лейбов
Композитор: Константин Данькевич
Художник: Михаил Юферов
Производство: Первая комсомольская Одесская киностудия «Украинфильм»